# Saman (Haute-Garonne)
Saman település Franciaországban, Haute-Garonne megyében. Lakosainak száma 145 fő (2022. január 1.). Saman Montgaillard-sur-Save, Charlas, Ciadoux és Saint-Lary-Boujean községekkel határos.

## Népesség
A település népessége az elmúlt években az alábbi módon változott:
| Lakosok száma | 174  | 117  | 139  | 151  | 170  | 147  | 130  | 123  | 130  | 145  |
|               | 1968 | 1982 | 1990 | 2006 | 2013 | 2015 | 2017 | 2019 | 2020 | 2022 |